# Coupe d'Italie de rugby à XV 2017-2018
Navigation
Trofeo Eccellenza 2016-2017 Coppa Italia 2018-2019
La Coupe d'Italie de rugby à XV 2017-2018 oppose les équipes italiennes du Championnat d'Italie de rugby à XV, moins celles qui participent aux qualifications de l'European Rugby Challenge Cup 2017-2018. Cette compétition a été remodelée par la Fédération italienne de rugby à XV pour permettre aux clubs ne disputant pas l'European Rugby Challenge Cup de rester en activité. Ce mini-championnat est composé de deux groupes de trois équipes dont les vainqueurs s'opposent lors d'une finale.

## Participants
| Groupe A - Rugby Reggio - Amatori Rugby San Donà - Mogliano Rugby | Groupe B - Fiamme Oro Rugby - Lazio Rugby 1927 - Firenze Rugby |  |

## Groupe A

### Classement
| Rang | Club         | J | V | N | D | Bo | Bd | Pm  | Pe  | Diff | Pts |
| ---- | ------------ | - | - | - | - | -- | -- | --- | --- | ---- | --- |
| 1    | San Donà     | 4 | 3 | 0 | 1 | 3  | 1  | 101 | 86  | +15  | 16  |
| 2    | Mogliano SSD | 4 | 2 | 0 | 2 | 2  | 1  | 95  | 106 | -11  | 11  |
| 3    | Reggio       | 4 | 1 | 0 | 3 | 2  | 3  | 101 | 105 | -4   | 9   |

|  | Qualifié pour la finale (no 1) |

### Détails des matchs
| 14 octobre 2017 | Amatori Rugby San Donà | 19 - 17 | Rugby Reggio |  |
| 14 octobre 2017 |                        |         |              |  |
| 14 octobre 2017 |                        |         |              |  |

| 21 octobre 2017 | Rugby Reggio | 20 - 17 | Mogliano Rugby |  |
| 21 octobre 2017 |              |         |                |  |
| 21 octobre 2017 |              |         |                |  |

| 9 décembre 2017 | Mogliano Rugby | 13 - 27 | Amatori Rugby San Donà |  |
| 9 décembre 2017 |                |         |                        |  |
| 9 décembre 2017 |                |         |                        |  |

| 16 décembre 2017 | Rugby Reggio | 29 - 31 | Amatori Rugby San Donà |  |
| 16 décembre 2017 |              |         |                        |  |
| 16 décembre 2017 |              |         |                        |  |

| 13 janvier 2018 | Mogliano Rugby | 38 - 35 | Rugby Reggio |  |
| 13 janvier 2018 |                |         |              |  |
| 13 janvier 2018 |                |         |              |  |

| 20 janvier 2018 | Amatori Rugby San Donà | 24 - 27 | Mogliano Rugby |  |
| 20 janvier 2018 |                        |         |                |  |
| 20 janvier 2018 |                        |         |                |  |

## Groupe B

### Classement
| Rang | Club          | J | V | N | D | Bo | Bd | Pm  | Pe  | Diff | Pts |
| ---- | ------------- | - | - | - | - | -- | -- | --- | --- | ---- | --- |
| 1    | Fiamme Oro    | 4 | 4 | 0 | 0 | 3  | 0  | 133 | 40  | +93  | 19  |
| 2    | Firenze Rugby | 4 | 2 | 0 | 2 | 1  | 0  | 89  | 122 | -33  | 9   |
| 3    | SS Lazio      | 4 | 0 | 0 | 4 | 0  | 3  | 68  | 128 | -60  | 3   |

|  | Qualifié pour la finale (no 1) |

### Détails des matchs
| 14 octobre 2017 | Lazio Rugby 1927 | 17 - 21 | Fiamme Oro Rugby |  |
| 14 octobre 2017 |                  |         |                  |  |
| 14 octobre 2017 |                  |         |                  |  |

| 21 octobre 2017 | Fiamme Oro Rugby | 45 - 10 | Firenze Rugby |  |
| 21 octobre 2017 |                  |         |               |  |
| 21 octobre 2017 |                  |         |               |  |

| 9 décembre 2017 | Firenze Rugby | 13 - 27 | Lazio Rugby 1927 |  |
| 9 décembre 2017 |               |         |                  |  |
| 9 décembre 2017 |               |         |                  |  |

| 16 décembre 2017 | Fiamme Oro Rugby | 29 - 31 | Lazio Rugby 1927 |  |
| 16 décembre 2017 |                  |         |                  |  |
| 16 décembre 2017 |                  |         |                  |  |

| 13 janvier 2018 | Firenze Rugby | 38 - 35 | Fiamme Oro Rugby |  |
| 13 janvier 2018 |               |         |                  |  |
| 13 janvier 2018 |               |         |                  |  |

| 20 janvier 2018 | Lazio Rugby 1927 | 24 - 27 | Firenze Rugby |  |
| 20 janvier 2018 |                  |         |               |  |
| 20 janvier 2018 |                  |         |               |  |

## Finale
| 25 février 2018 | Amatori Rugby San Donà | 24 - 0 | Fiamme Oro Rugby | Stade Mario-Battaglini, Rovigo Arbitre : Luca Trentin |
| 25 février 2018 |                        |        |                  | Stade Mario-Battaglini, Rovigo Arbitre : Luca Trentin |
| 25 février 2018 |                        |        |                  | Stade Mario-Battaglini, Rovigo Arbitre : Luca Trentin |